# Neivamyrmex fallax
Neivamyrmex fallax är en myrart som beskrevs av Borgmeier 1953. Neivamyrmex fallax ingår i släktet Neivamyrmex och familjen myror. Inga underarter finns listade i Catalogue of Life.